# Allende (meteorito)

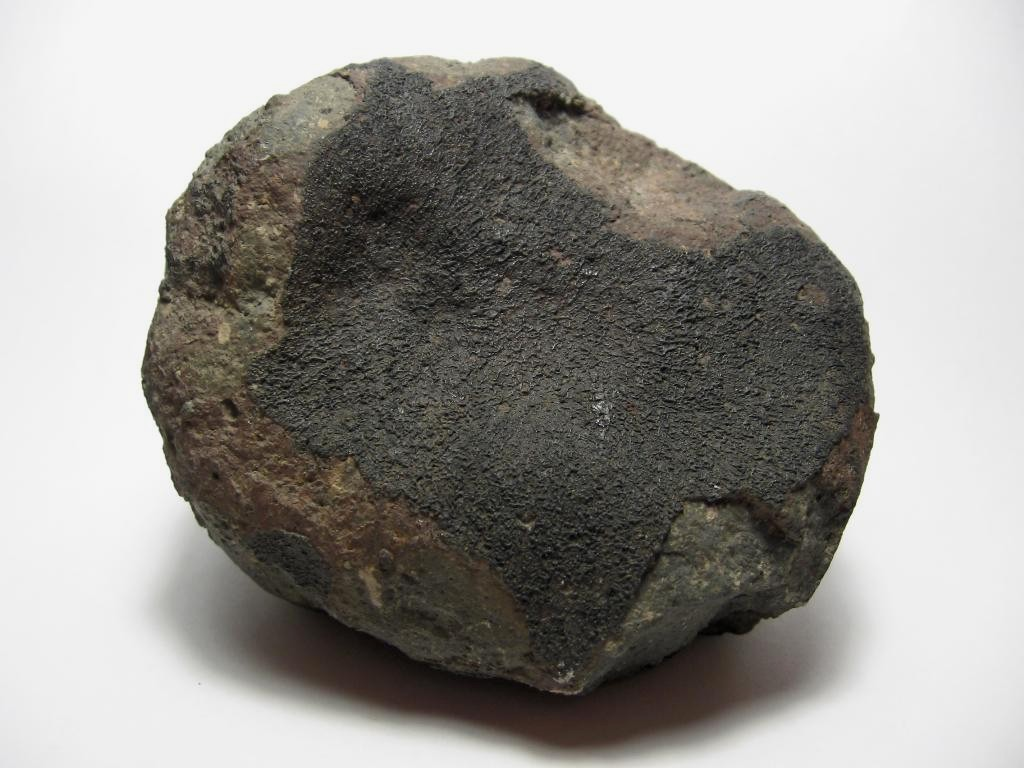
Fragmento do meteorito Allende

Allende é um meteorito caído no estado mexicano de Chihuahua. Sua queda ocorreu à 1h05 do dia 8 de fevereiro de 1969, e a bola de fogo originada por sua entrada na atmosfera terrestre foi testemunhada por milhares de pessoas.
O meteorito Allende é o maior condrito (tipo de meteorito primitivo) já descoberto. Como resultado de uma pesquisa neste meteorito, foi descoberto um novo óxido de titânio. Tal mineral foi batizado de Panguita.
É a maior quantidade de condrito carbonáceo já encontrada na Terra. Depois de se fragmentar na atmosfera, uma extensa busca por peças foi conduzida e mais de 2 toneladas de meteorito foram recuperadas. A disponibilidade de grandes quantidades de amostras da classe dos condritos cientificamente importantes permitiu numerosas investigações por muitos cientistas; é frequentemente descrito como "o meteorito mais bem estudado da história". O meteorito Allende possui grandes inclusões ricas em cálcio-alumínio (CAI), que estão entre os objetos mais antigos formados no Sistema Solar.
Os condritos carbonáceos compreendem cerca de 4% de todos os meteoritos observados caindo do espaço. Antes de 1969, a classe dos condritos carbonáceos era conhecida por um pequeno número de meteoritos incomuns, como Orgueil, que caiu na França em 1864. Meteoritos semelhantes a Allende eram conhecidos, mas muitos eram pequenos e mal estudados.

## Queda
Acredita-se que a pedra original tivesse aproximadamente o tamanho de um automóvel viajando em direção à Terra a mais de 10 milhas (16 km) por segundo. A queda ocorreu nas primeiras horas da manhã de 8 de fevereiro de 1969. Às 01h05 uma enorme e brilhante bola de fogo aproximou-se do sudoeste e iluminou o céu e o solo por centenas de quilômetros. Ele explodiu e se partiu para produzir milhares de pedaços de crosta de fusão. Isso é típico de quedas de grandes pedras na atmosfera e é devido ao efeito repentino de frenagem da resistência do ar. A queda ocorreu no norte do México, perto do povoado de Pueblito de Allende, no estado de Chihuahua. As pedras de Allende se tornaram um dos meteoritos mais amplamente distribuídos e forneceram uma grande quantidade de material para estudo, muito mais do que todas as quedas de condritos carbonáceos anteriormente conhecidas combinadas.

## Strewnfield
As pedras se espalharam por uma área enorme - um dos maiores campos de meteoritos conhecidos. Este strewnfield mede aproximadamente 8 por 50 quilômetros. A região é deserta, em sua maioria plana, com vegetação rasteira esparsa e moderada. Centenas de fragmentos desse meteorito foram coletados logo após a queda. Aproximadamente 2 ou 3 toneladas de espécimes foram coletados durante um período de mais de 25 anos. Algumas fontes estimam que uma quantidade ainda maior (de até 5 toneladas) foi recuperada, mas não há como fazer uma estimativa precisa. Mesmo hoje, mais de 50 anos depois, espécimes ainda são encontrados ocasionalmente. Os espécimes individuais de Allende com crostas de fusão variaram de 1 grama (0,035 onças) à 110 quilogramas (240 lb).

## Estudo
Allende é frequentemente chamado de "o meteorito mais bem estudado da história". Há várias razões para isso: Allende caiu no início de 1969, poucos meses antes de o programa Apollo trazer as primeiras rochas lunares. Esta foi uma época de grande entusiasmo e energia entre os cientistas planetários. O campo estava atraindo muitos novos trabalhadores e os laboratórios estavam sendo melhorados. Como resultado, a comunidade científica estava imediatamente pronta para estudar o novo meteorito. Vários museus enviaram expedições ao México para coletar amostras, incluindo o Smithsonian Institution, e juntos eles coletaram centenas de quilos de material com CAIs. Os CAIs têm bilhões de anos e ajudam a determinar a idade do Sistema Solar. Os CAIs tinham composições isotópicas muito incomuns, com muitos sendo distintos da Terra, Lua e outros meteoritos para uma ampla variedade de isótopos. Essas "anomalias isotópicas" contêm evidências de processos que ocorreram em outras estrelas antes da formação do Sistema Solar.
Allende contém côndrulos e CAIs estimados em 4,567 bilhões de anos, os sólidos mais antigos conhecidos formados no Sistema Solar (outros condritos carbonáceos também os contêm, e os grãos presolares são mais antigos). Os CAIs são 30 milhões de anos mais velhos que a Terra e 193 (± 6) milhões de anos que a rocha mais antiga conhecida na Terra, assim, o meteorito Allende revelou informações sobre as condições prevalecentes durante a formação inicial do Sistema Solar. Os condritos carbonáceos, incluindo Allende, são os meteoritos mais primitivos e contêm a matéria mais primitiva conhecida. Eles sofreram a menor mistura e fusão desde os primeiros estágios da formação do Sistema Solar. Por causa disso, sua idade é frequentemente considerada como a idade do Sistema Solar.

## Estrutura
O meteorito foi formado a partir de gás e poeira nebular durante a formação inicial do Sistema Solar. É um meteorito "pétreo", em oposição a um "ferro" ou "ferro pétreo", as outras duas classes gerais de meteorito. A maioria das pedras de Allende são cobertas, em parte ou no todo, por uma crosta preta brilhante criada à medida que a pedra desceu em grande velocidade através da atmosfera ao cair do espaço em direção à terra, fazendo com que o exterior da pedra se tornasse muito quente, derretê-lo e formar uma "crosta de fusão" vítrea.
Quando uma pedra de Allende é serrada em duas partes e a superfície é polida, a estrutura do interior pode ser examinada. Isso revela uma matriz escura incrustada com côndrulos de cor mais clara do tamanho de mm, minúsculas esférulas rochosas encontradas apenas em meteoritos e não em rochas terrestres (portanto, é um meteorito condrítico). Também são vistas inclusões brancas, de até vários cm de tamanho, variando em forma de esférica a altamente irregular ou "ameboidal". Estes são conhecidos como inclusões ricas em cálcio-alumínio ou "CAIs", assim chamados porque são compostos predominantemente de silicatos ricos em cálcio e alumínio e minerais de óxido. Como muitos condritos, Allende é uma brecha, e contém muitos clastos de cor escura ou "inclusões escuras" que têm uma estrutura condrítica que é distinta do resto do meteorito. Ao contrário de muitos outros condritos, Allende é quase completamente desprovido de metal Fe-Ni.

## Composição
A matriz e os côndrulos consistem em muitos minerais diferentes, predominantemente olivina e piroxênio. Allende é classificado como um condrito carbonáceo CV3: a composição química, que é rica em elementos refratários como cálcio, alumínio e titânio, e pobre em elementos relativamente voláteis como sódio e potássio, o coloca no grupo CV e a falta de efeitos de aquecimento são consistentes com o tipo petrológico 3. Como a maioria dos condritos carbonáceos e todos os condritos CV, Allende é enriquecido no isótopo de oxigênio O-16 em relação aos isótopos menos abundantes, O-17 e O-18. Em junho de 2012, os pesquisadores anunciaram a descoberta de outra inclusão apelidada de panguite, um tipo até então desconhecido de mineral de dióxido de titânio.
Descobriu-se que havia uma pequena quantidade de carbono (incluindo grafite e diamante) e muitos compostos orgânicos, incluindo aminoácidos, alguns desconhecidos na Terra. O ferro, principalmente combinado, constitui cerca de 24% do meteorito. Estudo detalhado em 2020 identificou até mesmo proteínas contendo ferro e lítio de origem extraterrestre, a primeira descoberta em meteorito.

## Pesquisa subsequente
Um exame atento dos côndrulos em 1971, por uma equipe da Case Western Reserve University, revelou pequenas marcas pretas, de até 10 trilhões por centímetro quadrado, que estavam ausentes da matriz e interpretadas como evidência de dano por radiação. Estruturas semelhantes surgiram em basaltos lunares, mas não em seu equivalente terrestre, que teria sido protegido da radiação cósmica pela atmosfera da Terra e pelo campo geomagnético. O meteorito deveria ter cerca de duas toneladas de rocha sólida e poeira. Assim, parece que a irradiação dos côndrulos aconteceu depois que eles se solidificaram, mas antes do acúmulo frio de matéria que ocorreu durante os primeiros estágios de formação do Sistema Solar, quando o meteorito original se juntou.
 

Acredita-se que a descoberta no Instituto de Tecnologia da Califórnia em 1977 de novas formas dos elementos cálcio, bário e neodímio no meteorito mostra que esses elementos vieram de alguma fonte fora das primeiras nuvens de gás e poeira que formaram o Sistema Solar. Isso apoia a teoria de que as ondas de choque de uma supernova - a explosão de uma estrela em envelhecimento - podem ter desencadeado a formação ou contribuído para a formação do Sistema Solar. Como evidência adicional, o grupo Caltech disse que o meteorito continha alumínio26, uma forma rara de alumínio. Ele atua como um "relógio" no meteorito, datando a explosão da supernova em menos de 2 milhões de anos antes da formação do Sistema Solar.  Estudos subsequentes encontraram proporções isotópicas de criptônio, xenônio, nitrogênio e alguns outros elementos cujas formas também são desconhecidas no Sistema Solar. A conclusão, de muitos estudos com descobertas semelhantes, é que havia muitas substâncias no disco presolar que foram introduzidas como "poeira" fina de estrelas próximas, incluindo novas, supernovas e gigantes vermelhos. Essas manchas persistem até hoje em meteoritos como Allende e são conhecidas como grãos presolares.